# Walter M 922
Walter M 922 byl poslední motocykl vyráběný od roku 1921 v Akciové továrně automobilů Josef Walter a spol. Konstruktérem toho stroje byl průkopník českého motorismu ing. Josef Plocek (1884–1957). 

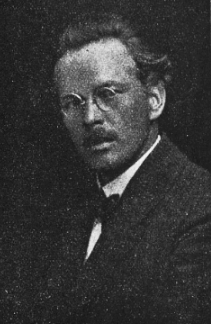
Josef Plocek, konstruktér motocyklu M 922 (1921)

## Vznik a vývoj
S konstrukcí prvního motorového kola Josef Walter započal v roce 1900, ale dokončeno bylo až v roce 1902. Mělo jednoválcový motor o objemu 299  cm³ a výkon 2 k/1,5  kW. Tento typ získal stříbrnou medaili průmyslové jednoty na Jarní hospodářské výstavě konané v Praze v roce 1903.  V letech 1902–1914 vyráběl Walter jednoválcové (Typ A), dvouválcové (Typ B) motocykly, motorové tříkolky (Tříkolka Walter, typy C a D). Také vyráběl a prodával motocykly typu B s postranním vozíkem (se sajdkárou).
Po I. světové válce prodává Walter licenci k výrobě za války vyvinutého motocyklu firmě Automontage Josef Janatka ze Smíchova, která měla výrobní závod v Radlicích. Motocykl ing. Josefa Zubatého (Walter 706  cm³, čtyřdobý vzduchem chlazený zážehový dvouválec SV s protiběžnými písty – boxer, vrtání 75  mm, zdvih 80  mm) byl vyráběn pod značkou Itar. Licenci na výrobu tříkolek včetně rozpracovaných dílů prodal Walter firmě Šibrava (Jaroslav Šibrava, Praha VII, Vltavská 866). Ty byly vybaveny dvouválcovým motorem o objemu 1248  cm³ a byly stavěly se ve dvou- i čtyřsedadlovém provedení vč. nákladní verze. Tříkolky pojmenované Trimobil (Typ E) byly firmou Šibrava v letech 1921–1925 vyráběny ponejvíce v nákladní verzi.
Po I. světové válce se přesto, na krátký čas vrací výroba motocyklů. Na výzvu Ministerstva národní obrany je vyvinut a vyráběn Walter M 922, též označovaný jako Walter 750. Motocykl Walter M 922 byl stroj spolehlivý v každém směru. V Lidových novinách bylo odvážně uvedeno, že tento motocykl je pokrokovější a modernější, než 90 % výrobků klasické země motocyklismu, Anglie, i země transportu, Ameriky. Stroj byl konstruován na základě dlouholetých zkušeností, jaké ve stavbě motorů chlazených vzduchem firma jak v době předválečné, tak i na strojích pro válečné účely nabyla. Tyto všechny zkušenosti byly základem, nové originální konstrukce typu M 922. Motocykl byl představen v prosincovém čísle magazínu Auto (1921) a na mezinárodním autosalonu v Praze v květnu 1922. Byl vyráběn až do roku 1925, kdy v Jinonicích kapacitně převážila výroba automobilů a leteckých motorů.

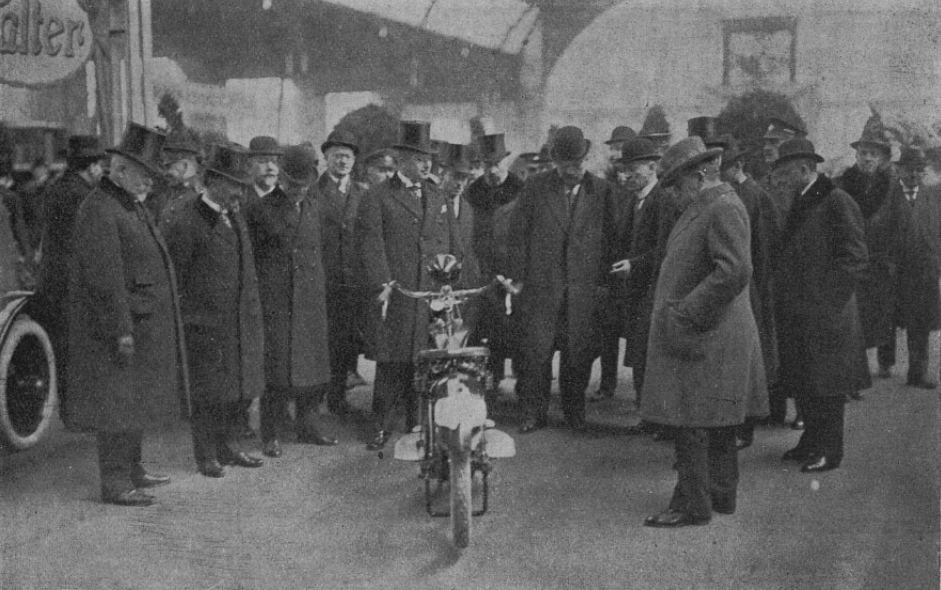
Ministr MNO F. Udržal ve stánku firmy Walter prohlíží nejnovější Walterovu motorku M 922 o výkonu 8 HP (Pražský autosalon 1922)

Počátkem 20. let motocykly v Československu vyráběly pouze firmy Walter, fa Janatka na Smíchově (značka »Itar«), fa Vilém Michl ve Slaném (značka »Orion«) a začínající firma konstruktéra J. F. Kocha (Jaroslav František Koch). Naposledy byl motocykl typu M 922 vystaven na Pražském vzorkovém veletrhu v březnu 1926.

## Popis motocyklu
- Motor

Dvouválcový, čtyřtaktní vzduchem chlazený vidlicový motor do V o vrtání 75 a zdvihu 85  mm měl zdvihový objem 750  cm³. Dosahoval výkonu 6  kW (8 k), podle jiných zdrojů až 12  kW (16 k). Spotřeba pohonných hmot: 4,5 l/100  km resp. 3,5  kg/100  km (benzín), 0,25  kg/100  km (olej). Sériový motocykl s tímto motorem dosahoval rychlosti 100–110  km/h.
Motor byl umístěn napříč k ose motocyklu. Ve snímatelných hlavách válců byly umístěny relativně velké sací i výfukové ventily. U hlav válců za účelem účinného chlazení byly kanály sacího potrubí delší, kdežto výfukové kanály byly provedeny co nejkratší. Nad sacím kanálem bylo uspořádáno uložení ventilových vahadel, což žádoucím způsobem ovlivnilo teplotu hlavy válce. Teplota byla minimalizována a nebyla pak příčinou k abnormálnímu opotřebení čepů. Čepy vahadel byly vrtány pro dobré mazání a současně byly takto mazány i konce zvedacích tyčinek, aby jednoduchým způsobem byla zaručena životnost, pokud se týče opotřebení tohoto mechanismu. Nastavení vůle mezi vahadlem a ventilem obstarával dobře přístupný šroub ve vahadlu.
Rozvod OHV pracoval se 3 ozubenými koly a vačkovým hřídelem, uloženým ve 2 kuličkových ložiscích firmy F & S. Setrvačníky byly umístěny v motorovém pouzdru, byly kovány společně s čepy z jednoho kusu. Na straně rozvodu bylo nasazeno šroubové kolo, které svou cylindrickou částí běželo v bronzovém ložisku. Na druhé straně čep setrvačníku nesl náboj lamelové spojky v bronzovém ložisku. Spodní ložisko ojnice bylo válečkové, horní ložisko bylo bronzové.

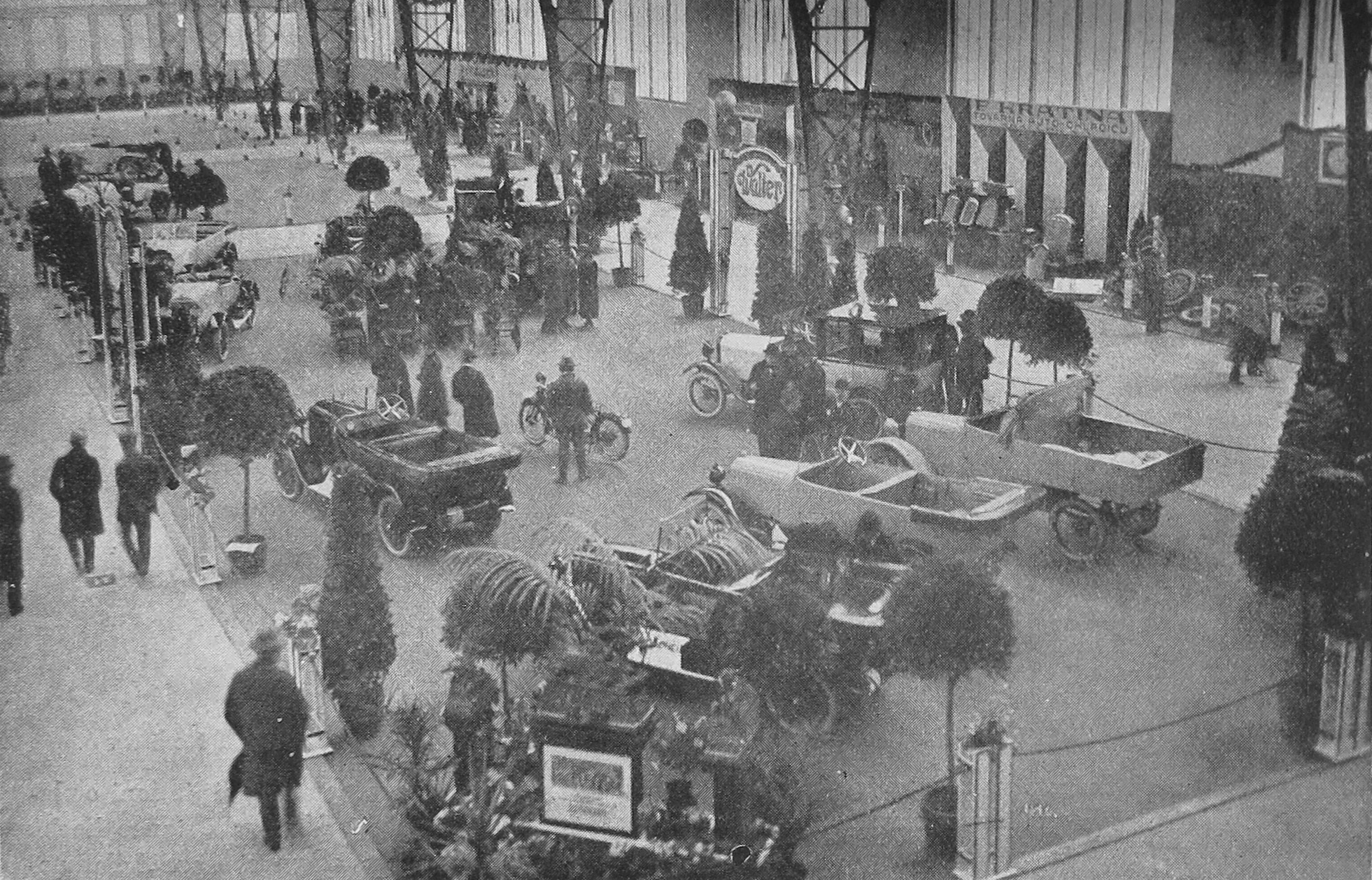
Stánek firmy Walter na pražském autosalonu. Uprostřed expozice Walter M 922 (1922)

Písty byly odlity z hliníkové slitiny s 3 pístními kroužky. Pístové čepy byly volné, jak v ložiscích ojnice, tak na straně pístu. Pohon magneta o vysokém napětí, kombinovaného s osvětlovacím dynamem Bosch se děl se přímo od vačkové hřídele, takže nepraktický náhon řetězem nebo zvláštním soukolím tím odpadl. Dobře přístupná zapalovací a osvětlovací souprava i karburátor byly umístěny mezi válci. Typ karburátoru mohl být libovolný (nejčastěji Zenith event. Amac nebo Sperber).

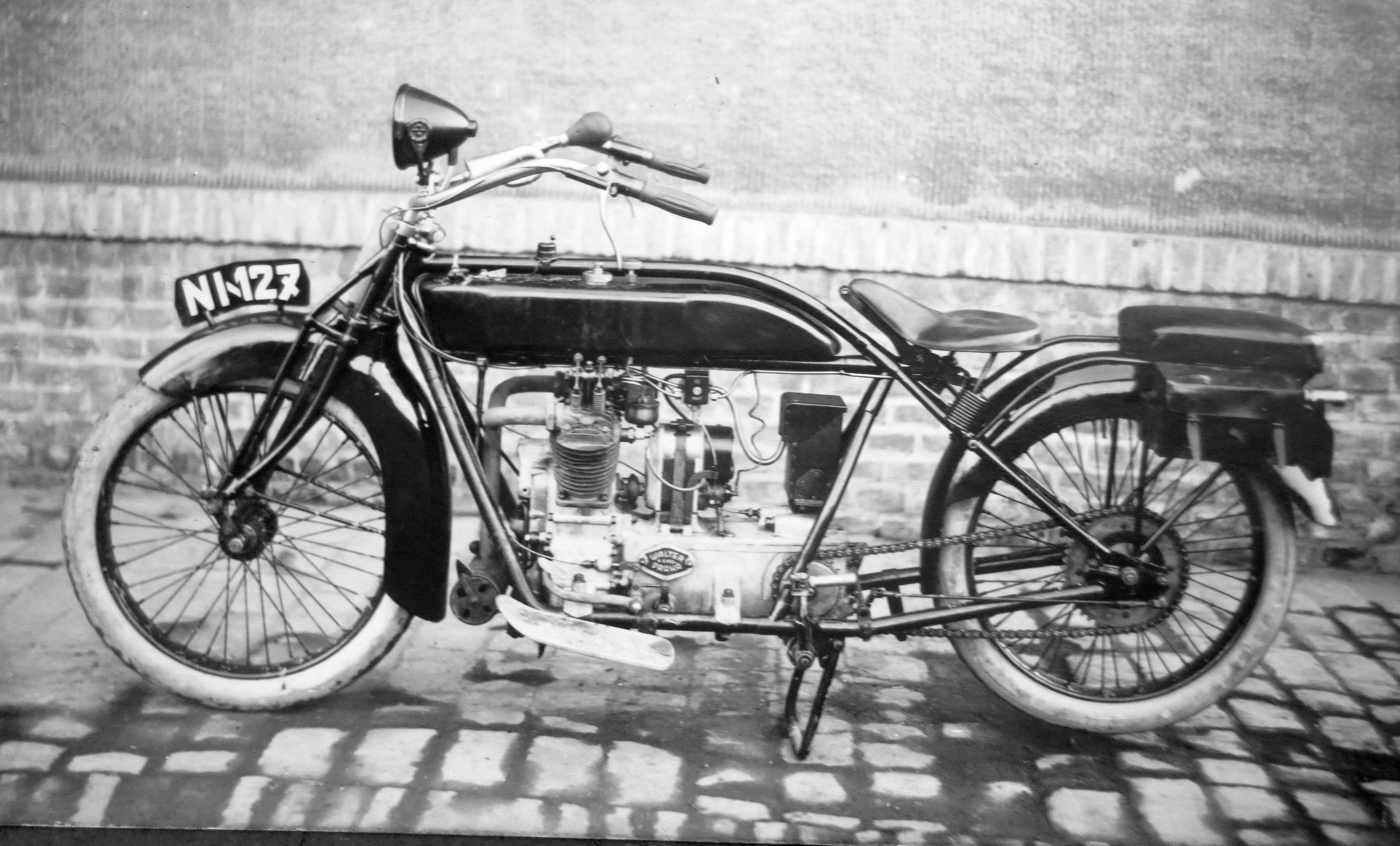
Walter M 922 (1921)

Motor měl průběžné cirkulační mazání vyvozované kolečkovou pumpou, která byla poháněna od malého rozvodového kola. Působila tak, že nasávala olej z motorové skříně a vháněla jej do olejové nádrže, odtud přicházel olej ke hlavním ložiskům. Odstříkaný olej stékal zpět do motorové skříně, kde jej pumpa opět použila k nepřetržité cirkulaci. Tlaky v motorové skříni omezoval ventil umístěný vpředu na motoru. Pro zimní provoz byl doporučován olej Gargoyle MobilOil A, pro letní Gargoyle MobilOil BB. Startér byl umístěn na levé straně motoru. Páka nožního startéru se vracela do původní polohy působením zapouzdřeného spirálového pera. Motor v bloku s převodovkou obsahoval i pedály a zasouvací páku rychlostí.
- Převodovka a spojka

Převodovka, která tvořila jeden celek s motorem, měla 3 rychlosti. Prodloužení převodové skříně mělo řetězovou předlohu, poháněnou kuželovými koly. Předlohová hřídel nesla na levé straně řetězové kolo, na protější straně brzdu s vnitřními čelistmi. V přímém záběru fungovala 3. rychlost, 2. rychlost se řadila zasunutím pastorku (baladeurového kola) do kola 2. rychlosti na předloze; 1. rychlost byla řazena zasunutím ozubců kola pastorku do ozubců kola, které bylo ve stálém záběru s kolem 1. rychlosti na předlohovém hřídeli. Zasunování (řazení) kol se provádělo vidlicí nesenou hřídelem, do jehož zářezu zapadal čep ruční zasouvací páky. Pojištění kol v záběrech obstarávala pérová západka do zubů tyče nesoucí zasouvací vidličku. Řadicí páka byla umístěna na pravé straně stroje.
Třecí lamelová spojka byla podobné konstrukce jako u Waltrových automobilů WZ. Vypínala se zcela snadno a byla ovládána pedálem na levé straně motorové skříně, ale k ovládání bylo možno použít i páky namontované na řídítkách. Symetricky k vypínacímu pedálu spojky byl umístěn na motorovém bloku i pedál zadní brzdy (spojka nalevo, brzda napravo). Brzdu bylo možné – v případě opotřebení – jednoduše seřídit stavěcím šroubem umístěným na vnější straně převodové skříně. Zadní brzda byla bubnová. Zadní kolo bylo poháněno silným řetězem firmy Renold.
- Rám a brzdy, řízení a nádrž

Trubkový, svařovaný rám z ocelových trubek byl nízké stavby. Měl spodní roury dvojité, na nichž byl upevněn celý blok čtyřmi šrouby a blok s rámem tak tvořil jeden kompaktní celek. Rám byl osazen přivařenými patkami (oky), ke kterým bylo možné připojit sajdkáru. Hlava rámu nesla odpérovanou vidlici (zapouzdřená spirálová pera) předního kola. Náboj zadního kola nesl brzdový buben, na nějž bylo přimontováno šrouby řetězové kolo. Brzda zadního kola byla ovládána nožním pedálem s brzdovým táhlem, vedeným pokud možno co nejpříměji, aby při použití tahem nebyla funkčnost brzdy ovlivněna nějakými nežádoucími ohyby.
Řídítka byla vybavena otáčivými držadly, z nichž pravé ovládalo plyn, levé pak předstih zážehu a ručními pákami pro brzdu, spojku a dekompresor. Dekompresor byl umístěn na motorové skříni; zdvihal ventily zvláštním pákovým systémem a byl ovládán Bowdenovým kabelem. Dále na řídítkách byla tlačítka klaksonu a pro "krátké spojení" zapalování. Benzinová nádržka spolu s nádrží na olej měla objem 13 litrů benzínu a asi 2,5 l připadaly na olej. Vyrobena byla z mosazného plechu a k střední trubce rámu byla přichycena 4 šrouby. Přední i zadní blatníky byly relativně široké s hlubokým vykrojením. Přední i zadní kolo bylo vybaveno stojánkem.
- Sedlo, osvětlení, výzbroj a vybavení

Nízko umístěné široké sedlo, pohodlné a dobře odpérované, bylo dodáváno firmou Brooks. Stroj měl namontováno elektrické osvětlení systému Bosch a elektrickou houkačku (klakson). Široké a dlouhé stupačky přichycené na rám byly z hliníkové slitiny, zadní stupačky pro spolujezdce byly sklopné. Trubkový nosič zavazadel nesl tandemové sedlo s tím, že po obou stranách byly skříňky na nářadí a rezervní díly. Pohon tachometru zajišťovalo soukolí umístěné v převodové skříni, což vylučovalo znečistění za provozu. Bowdeny ovládající spojku, ruční brzdu a tachometr byly co nejpřímější, bez nežádoucích ohybů. Hmotnost motocyklu bez elektrického zařízení činila asi 145  kg. Rozměr pneumatik 26×3". Vzdálenost kol (rozvor) 1490–1550  mm, rozchod kol s přívěsným vozíkem 1100  mm.
Motocykl byl konstruován a vyráběn při dodržení normy spolku německých inženýrů VDMI (Normenausschuß der deutschen Industrie) – k založení československé společnosti pro všeobecnou normalizaci ČSN došlo až 28. prosince 1922.  Výroba byla prováděna na moderním zařízení se speciálními stroji používanými továrnou pro automobilní a leteckou výrobu. Sériová výroba, při které se využíval toleranční systém měření a nejpřesnější nástroje a přístroje, poskytovala záruku vyměnitelnosti všech součástek.

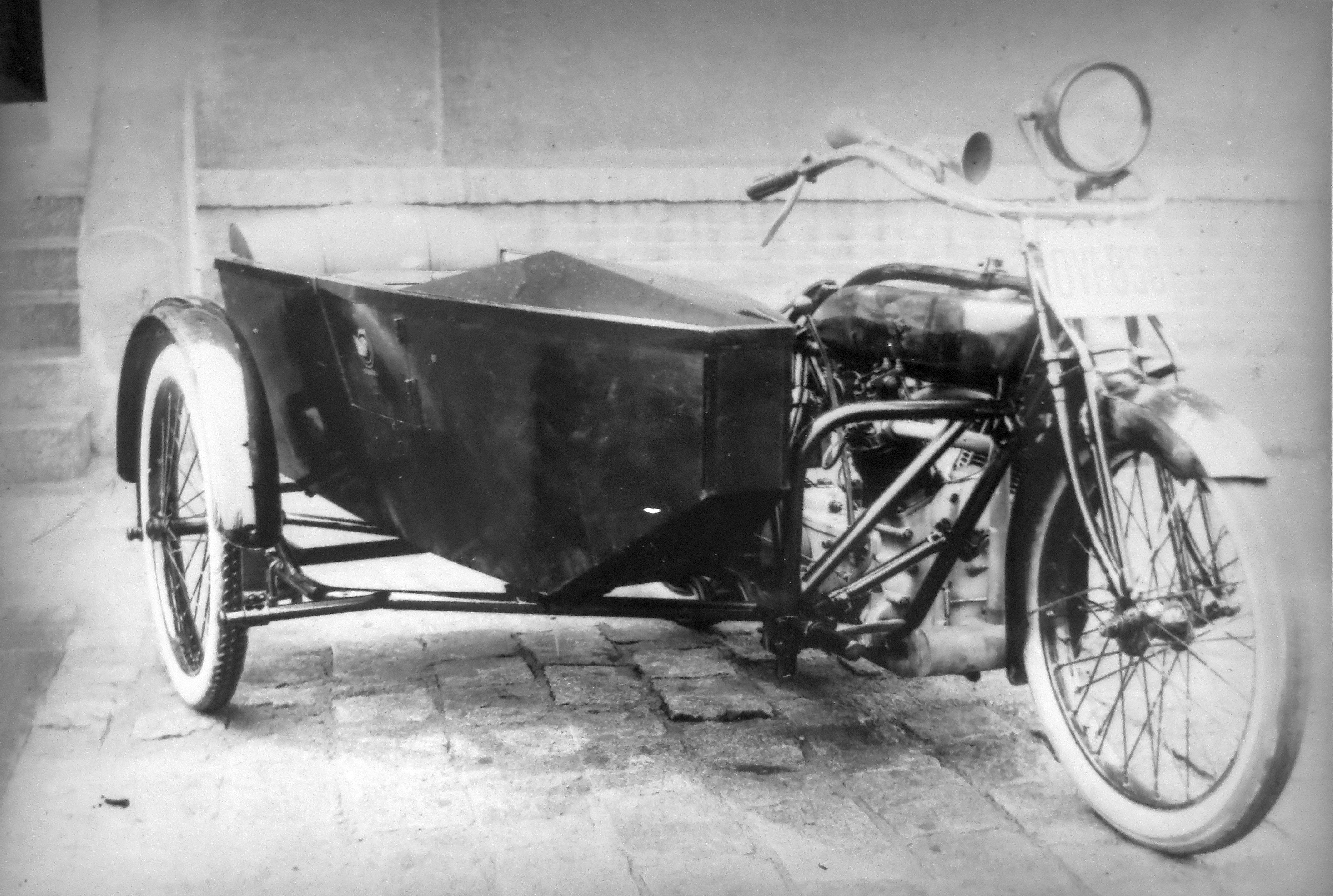
Walter M 922 se sajdkárou (1922)

## Použití

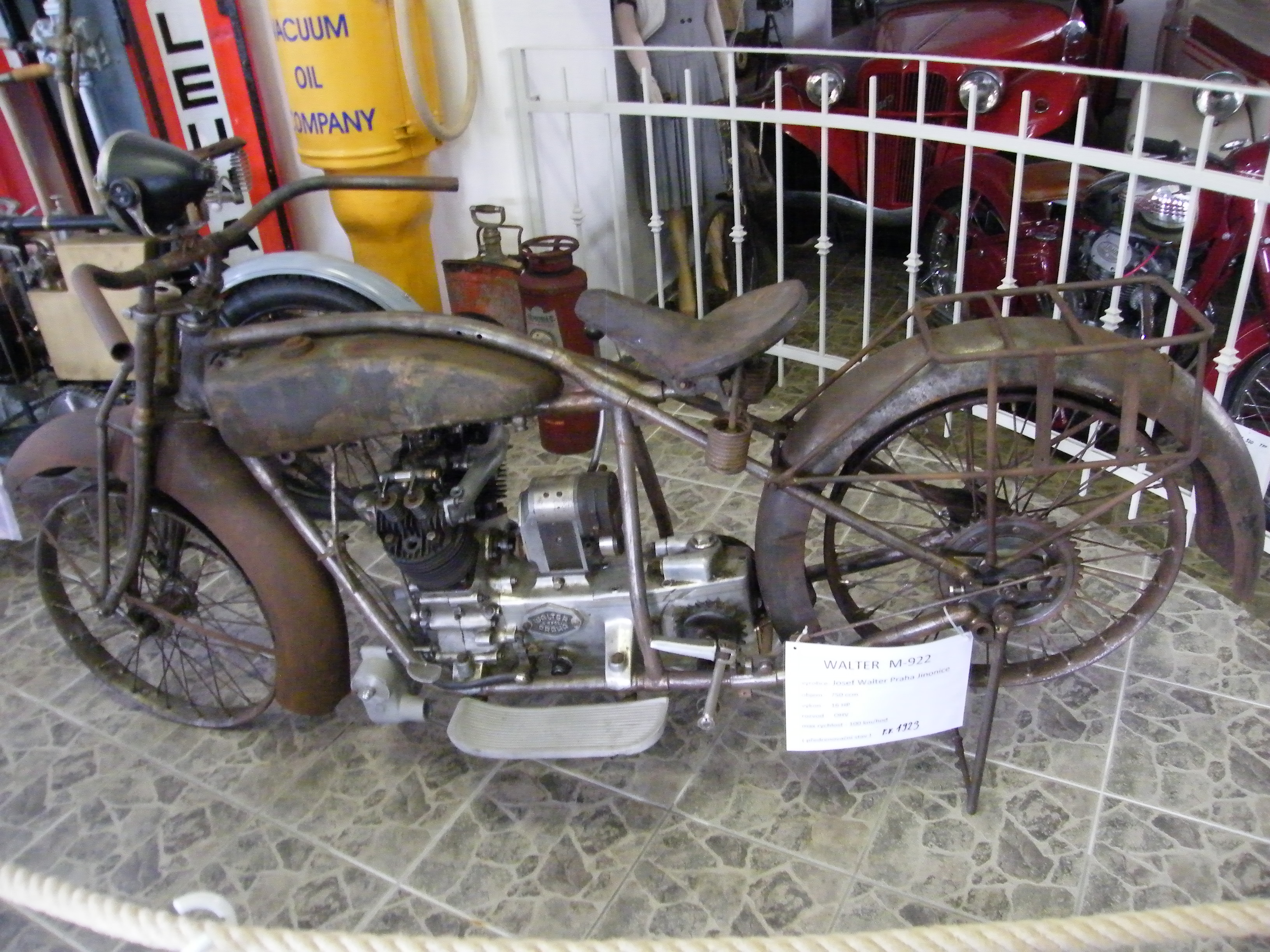
Walter M 922, Muzeum motorismu Znojmo (1923)

Motocykl Walter M 922 byl vyráběn od roku 1921 v relativně velkém množství. V sólo provedení se motocykl v roce 1924 prodával za 13200 Kč, se sajdkárou za 17350 Kč. Ministerstvo národní obrany (MNO) tyto motocykly pravidelně vystavovalo ve svých expozicích při automobilových výstavách 1923–1924 v Praze. Tyto motocykly i v provedení se sajdkárou byly především dodávány právě československé armádě.

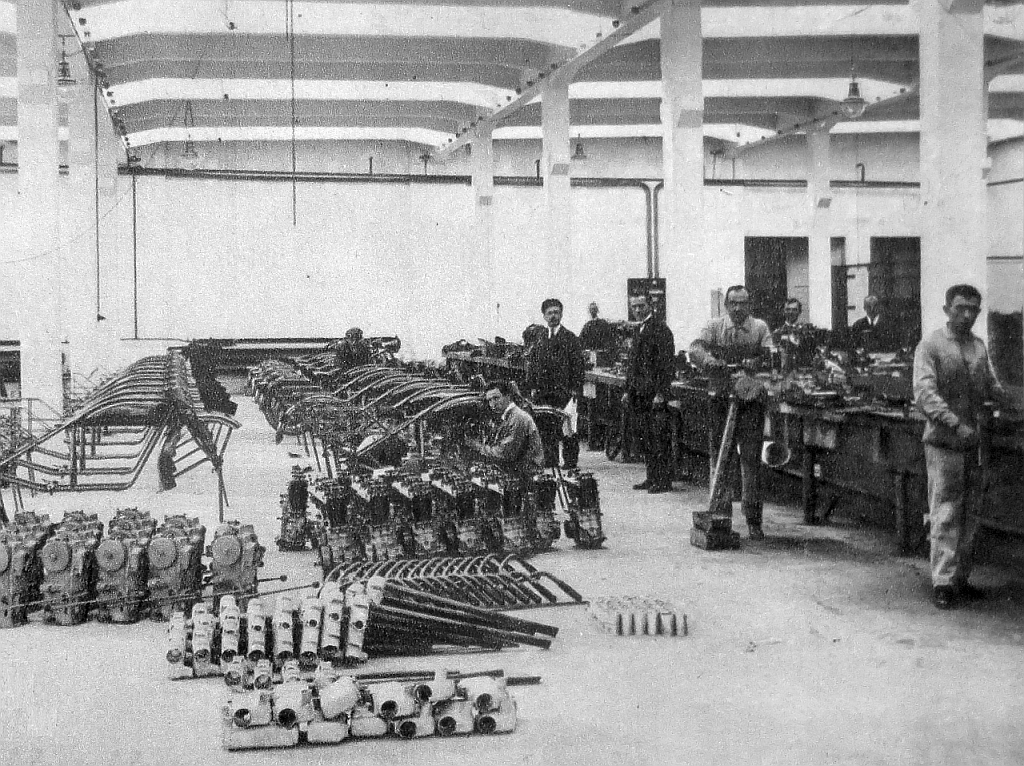
Výroba motocyklů M 922 (1922)

Podle jiných zdrojů byla postavena jen nevelká série, která byla rozprodána převážně zaměstnancům firmy, aby se společnost Walter pak mohla plně věnovat výrobě automobilů a leteckých motorů. Skutečně se asi nejednalo o velké množství vyrobených motocyklů, protože hlavní armádní zakázku na dodávku 300 motocyklů (konstrukce Josef Zubatý, licence Walter) získala firma Automontage Josefa Janatky z nedalekých Radlic. Československá armáda odebírala motocykly Itar v letech 1923–1929.
Uvádí se, že motocykl po zahájení výroby a po prvních provozních zkušenostech potřeboval ještě další vývoj, ke kterému však již nedošlo. Hlavním důvodem bylo, že konstruktér Plocek v roce 1923 z jinonické továrny Walter odešel do Škody Plzeň. Přesto však bylo postaveno ještě 5–7 závodních motocyklů, na kterých mnohých úspěchů dosáhli např. Stanislav Chaloupka, Václav Liška a začínající mistr řídítek (i volantu) Bohumil Turek. Závodní motocykl měl výkon 14,7  kW (20 k) a dosahoval rychlosti až 150  km/h. Tento stroj se vyznačoval neobvykle umístěným třecím tlumičem nad předním kolem.

## Sportovní úspěchy
Měsíc po oficiálním představení na pražském autosalonu se na nově otevřeném Všesportovním stadionu na Letné (mezi fotbalovými hřišti S. K. Slavia a A. C. Sparta) 10. června 1922 uskutečnily prvé závody motocyklů a automobilů. Stadion měl betonovou, oválnou dráhu se 2 klopenými zatáčkami. V závodě na 5 a 10  km v kubatuře do 750 ccm zvítězil student techniky ingC. Suchý na debutujícím, ale již sériovém Waltru M 922 před A. Knapem a J. Zámkem na Itarech 710. Na 5  km s pevným startem dosáhl času 3:36,4 min a na 10  km času 7:19,0 min, čímž docílil průměrné rychlosti přes 82  km/h. Z rozhodnutí pořadatele akce, kterým byl Autoklub RČs., IngC. Suchý obdržel stříbrnou pamětní plaketu.
V roce 1923 se začali na startech závodů objevovat i armádní řidiči vyslaní MNO. Prvním byl rotm. Stošek na typu M 922, který se zúčastnil závodu do vrchu Zbraslav–Jíloviště, který se uskutečnil 29. dubna. V závodě třídy do 750 ccm obsadil 3. místo za stroji Wanderer a Douglas. Za svůj výkon obdržel stříbrnou medaili AKRČs. Šestidenní armádní závod motocyklů se uskutečnil 31. července až 5. srpna za účasti 36 startujících. MNO vybralo trať Praha–Jindřichův Hradec–Bratislava–Brno–Hradec Králové–Terezín–Praha dlouhou přes 1000  km. V II. kategorii startovaly motocykly o zdvihovém objemu nad 500 ccm. Na strojích M 922 se soutěže zúčastnilo 6 jezdců, zvítězil kpt. Kučka. Další místa obsadili škpt. Feifer (4.), rotm. Stošek (5.), voj. Ryšavý (17.), škpt. Zaňka (20.) a rotm. Dlouhý.
Rok 1924 byl pro firmu Walter nejúspěšnější, co se týče výsledků v závodech automobilů a motocyklů. Jindřich Knapp na závodním automobilu Walter 0 vyhrál v celkovém pořadí a nebo alespoň v příslušné třídě Zbraslav-Jíloviště a v závodu do vrchu Stožec (Schöber/Schöberbergrennen), kde vytvořil i rekord tratě. Vincenc Desenský na automobilu Walter WIZI skončil 2. ve třídě do 2,2 l v závodech do vrchu Zbraslav–Jíloviště, vyhrál třídu cestovních vozů F I do 2,2 l (a v celkovém pořadí automobilů kategorie F I skončil na 2. místě) na závodech do vrchu Panorama (Karlovy Vary), když za sebou nechal i Čeňka Junka na Bugatti. V kategorii sériových automobilů v 2. kategorii do 1,5 l zvítězil Pavel Beck (obch. zástupce Walter z Opavy) na Waltru WZ 24. srpna v závodě do vrchu při oslavách města Cukmantl (Zlaté Hory) ve Slezsku (700. výročí založení). Na Ecce Homo 21. září v cestovních vozech Pavel Beck na Waltru v třídě D (automobily sériové), 2. kategorie (objem do 1,5 l) obsadil 2. místo za Golombiowským na Bugatti.
Ještě úspěšnější však byl na motocyklech M 922 Bohumil Turek. Ten velmi úzce spolupracoval s továrním jezdcem, výtečným mechanikem Jindřichem Knappem. Výsledkem byla stavba skutečně závodního motocyklu. Dalším výsledkem Turkových návštěv v jinonické továrně a zvláště v účtárně bylo seznámení se slečnou Růženou Nedvědovou, se kterou se 30. července 1927 se v evangelickém chrámu sv. Mikuláše v Praze oženil.
Prvním Turkovým startem v roce 1924 byla účast na I. mezinárodní zkušební jízdě motorových kol, sidecarů a cyclecarů, která se uskutečnila 24. –25. května za účasti 41 strojů s civilními i armádními jezdci. Zde startoval nejenom "civilista" B. Turek, ale i armádní řidiči rotm. Ryvola, nadp. Skoba, kpt. Sequens, kpt. Vach a nadp. Bavor. Trať Praha – Hradec Králové – Brno – Praha ze "sólostrojů" jako první zvládl B. Turek na Waltru M 922, byť se zavázaným kotníkem po pádu a následném ošetření lékařem. Mezi jezdci, kteří úspěšně dojeli do cíle byli pouze Turek a Ryvola, ostatní Skoba, Sequens, Vach a Bavor se vzdali. Hlavní Čestná cena MNO byla udělena v uznání mimořádného sportovního výkonu B. Turkovi.
Bohumil Turek potom v rychlém sledu zvítězil v absolutním pořadí motocyklů 6. července na závodu do vrchu Stožec (rekord tratě a starý rekord třídy do 750  cm³ z roku 1923 překonal o 44,6 vt. , když za sebou nechal stroje např. Harley-Davidson, Saroléa, Indian, Triumph, Wanderer a český Orion ing. Zdeňka Michla ze Slaného.) O 2 týdny později (20. července) vítězí "hrdina závodu" Turek na závodním M 922 v nejlepším času dne motocyklů 2:15,5 min, v kategorii C 5 přes 500 ccm v II. mezinárodním závodu do vrchu Panorama v Karlových Varech. Na Hanáckém závodu motocyklů na silnici Litovel-Olomouc (17. srpna, pořadatel Středomoravský klub automobilistů a motocyklistů) zvítězil Turek v třídě do 750 ccm a nadp. Skoba obsadil 3. místo. Turek svým výkonem překonal stroje F. N., Douglas a Indian. Na podzim (21. září 1924) v motocyklech Turek dosáhl na 4. ročníku závodu Ecce Homo (délka 7,752 km, průměrné stoupání 4,013%, max. 7,8%) nejlepšího času dne 6:19,4 min na závodním M 922 (do 750 ccm) a překonal v třídě motocyklů rekord Zieglera na Itaru z roku 1923. Opět překonal renomované značky F. N., Indian a Wanderer. Třetí v této třídě do 750 ccm skončil na sériovém M 922 nadp. Skoba.
Motocyklová soutěž spolehlivosti Československem 1925, která "převzala" propozice po I. mezinárodní zkušební jízdě motorových kol, sidecarů a cyclecarů 1924 a po šestidenním armádním závodu motocyklů 1923, se potom jezdila až do roku 1936. Ve třídě 500–750  cm³ v prvních ročnících vítězili soukromí i armádní jezdci na motocyklech Walter M 922. V letech 1925 a 1926 zde úspěšně startoval rotm. Ryvola. V roce 1926 zvítězil Bohumil Turek na dále upraveném motocyklu M 922 společně s kpt. Vladimírem Kučkou (Brough Superior) v "mrtvém" závodě do vrchu Brno–Soběšice (6. června). Oba svorným dílem dosáhli shodného času (ex aequo) a vytvořili rekord tratě v čase 2:26 min. Také si napůl rozdělili cenu 4000 Kč za překonání rekordu. Turkův M 922 byl osazen novým motorem o zdvihovém objemu 1000 ccm. Byl to druhý a poslední start Turka s motocyklem  v této úpravě. Poprvé se objevil na závodu do vrchu Knovíz-Olšany 23. května 1926, ale tam se neumístil. V XI. ročníku závodu Zbraslav-Jíloviště, který se konal 8. května 1927, v mezinárodním závodu na motocyklu Walter (v kategorii motocyklů přes 500 ccm) obsadil Václav Liška v čase 3:13,5 min 2. místo za vítězem závodu Bauhofrem na BMW. Liška obdržel pozlacenou medaili AKRČs. a 1000 Kč jako odměnu od společnosti Dynakol.
Ještě v roce 1929 se motocykl Walter objevil na sportovním podniku pořádaném Svazem závodníků automobilistů a motocyklistů. Bylo to 25. srpna 1929 na Dni rekordů. Tento závod se uskutečnil poblíž Sychrova v Horních Počernicích na okraji Prahy (Náchodská, Poděbradská) a jel se na letmý kilometr (oběma směry). Stanislav Chaloupka dosáhl časů 23,49 a 23,11 vt., což zprůměrováno dalo čas 23,3 vt. V třídě do 1000 ccm a i v celkovém pořadí motocyklů obsadil 2. místo a dosáhl průměrné rychlosti 154,5 km/h.

## Galerie (sportovní a závodní Walter M 922)

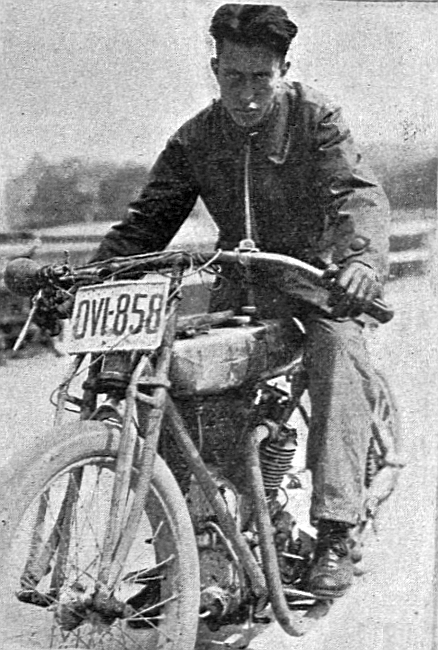
IngC. Suchý, Walter M 922, Všesportovní stadion na Letné (1922)
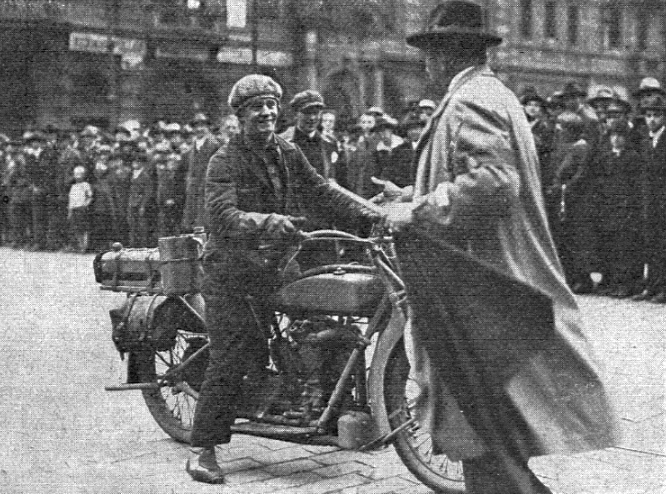
B. Turek, Walter M 922, Mezinárodní zkušební jízda 1924
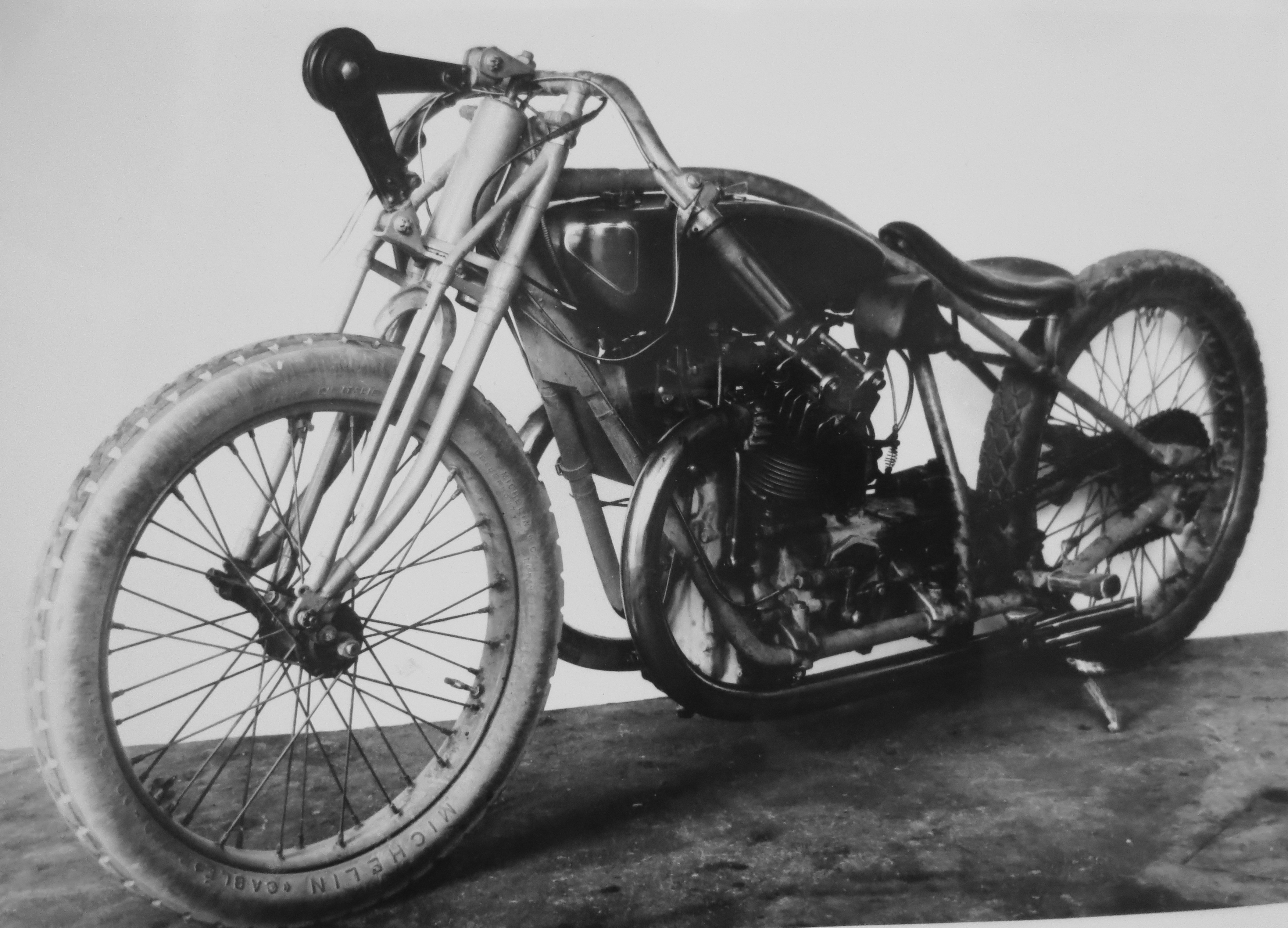
Walter M 922, závodní (1924)
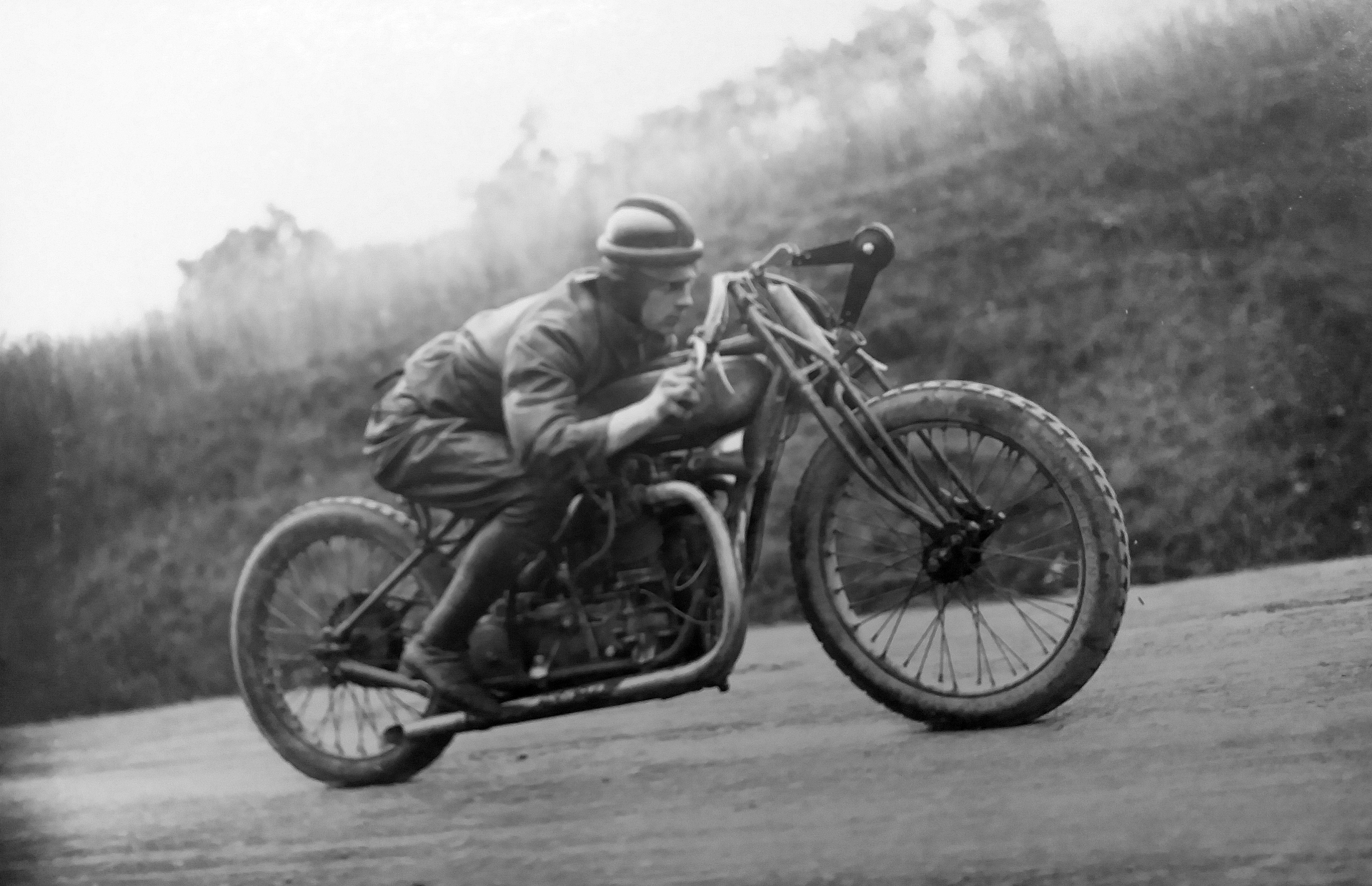
Závodní Walter M 922, Bohumil Turek v plném tempu (1924)
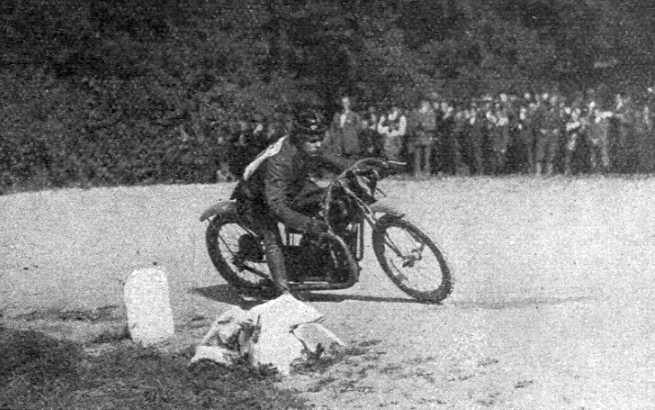
B. Turek, závodní Walter M 922, Ecce Homo 1924
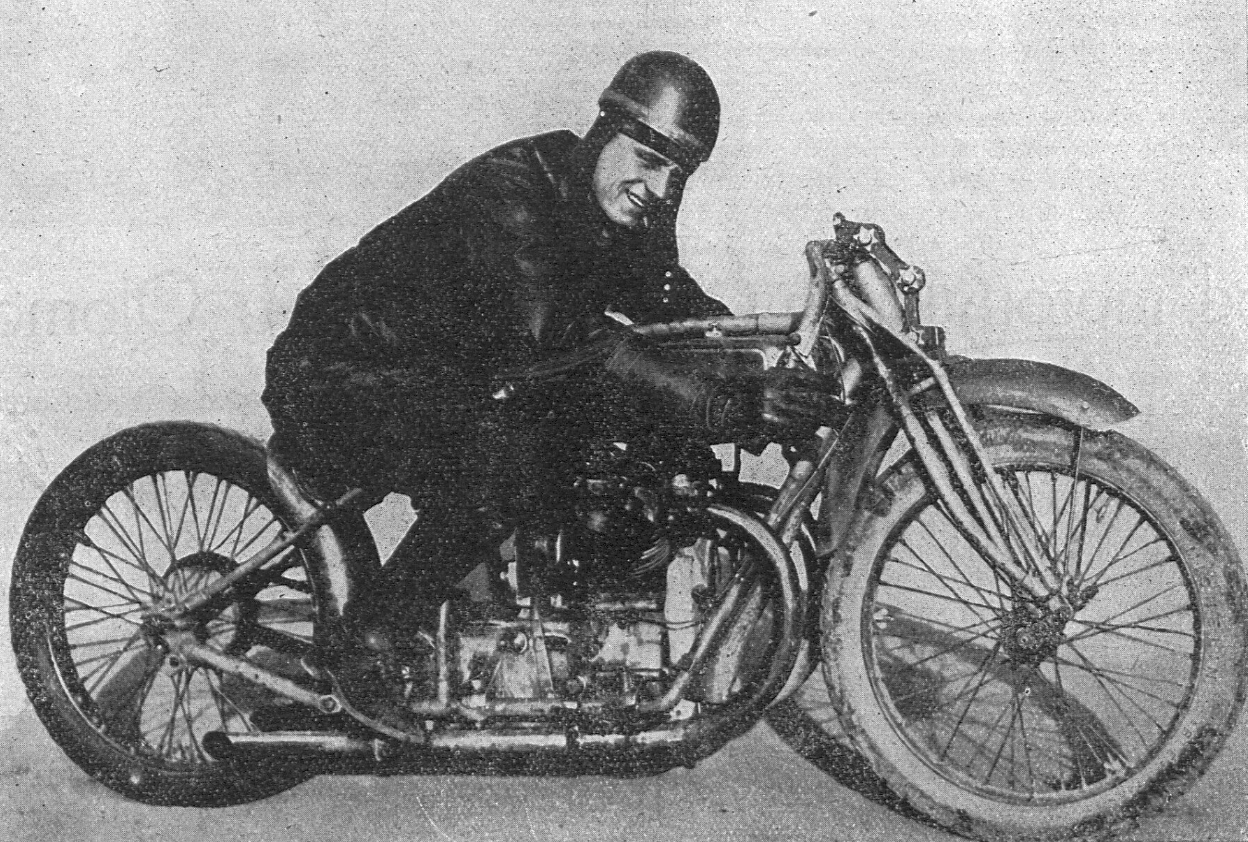
Walter M 922, Bohumil Turek zvítězil v závodě Brno – Soběšice (1926)
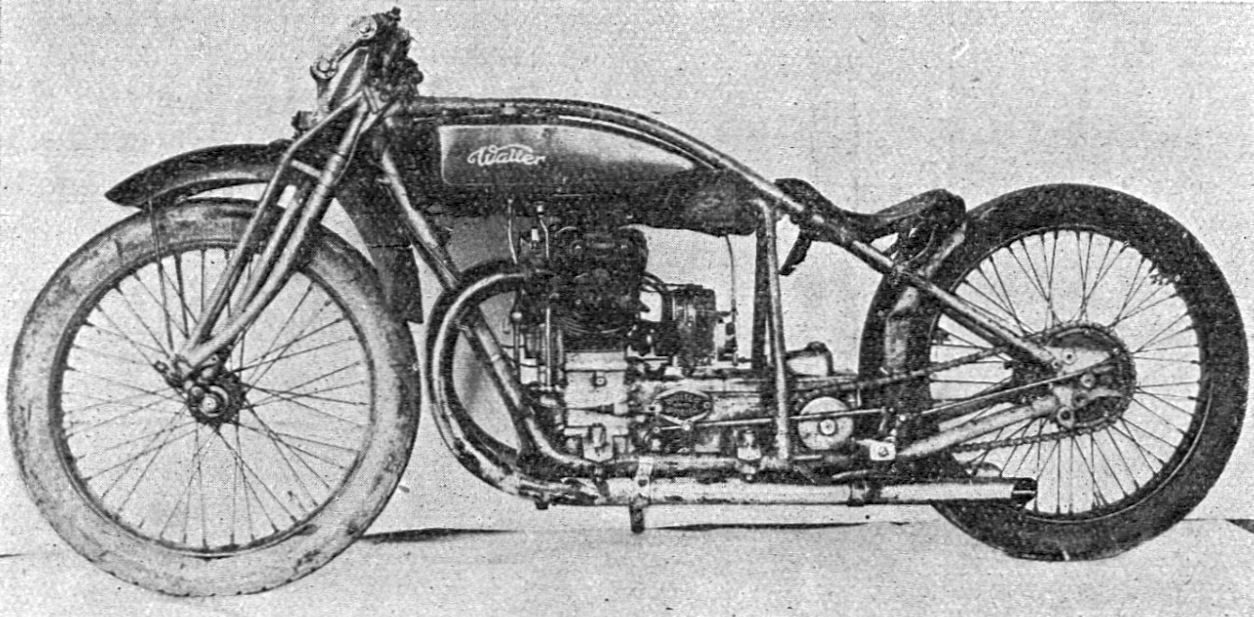
Walter M 922, závodní (1926)